# Persib Bandung
El Persatuan Sepak Bola Indonesia Bandung, conocido como Persib, es un equipo de fútbol de Indonesia que compite en la Super Liga de Indonesia.
Fue fundado en el año 1919 en la ciudad de Bandung, el Java Occidental por la fusión de los equipos Bandoeng Inlandsche Voetbal Bond (BIVB), Persatuan Sepak bola Indonesia Bandung (PSIB) y National Voetball Bond (NVB). Es uno de los equipos más exitosos y respetados de Indonesia y es el equipo de Indonesia con mejor actuación en un torneo continental tras haber alcanzado los cuartos de final de la Copa de la AFC del año 1996.

## Palmarés
- Perserikatan: 5

1937, 1961, 1986, 1990, 1994
- Liga Indonesia: 4

1995, 2014, 2024, 2025
- Piala Utama: 0
  - Finalista: 1

1992

## Participación en competiciones de la AFC
- Copa de Clubes de Asia: 1 aparición

1996 - Cuartos de final
- Liga de Campeones de la AFC: 1 aparición

2015 - Ronda preliminar
- Copa de la AFC: 1 aparición

2015 - Octavos de final
- Liga de Campeones 2 de la AFC: 1 aparición

2024–25 Fase de grupos
| Temporada | Torneo                        | Ronda              |                                       | Club                  | Casa | Visita |
| --------- | ----------------------------- | ------------------ | ------------------------------------- | --------------------- | ---- | ------ |
| 1996      | Copa de Clubes de Asia        | Primera Ronda      | Bandera de Tailandia                  | Bangkok Bank          | 2–0  | 1–0    |
| 1996      | Copa de Clubes de Asia        | Segunda ronda      | Bandera de Filipinas                  | Pasay City            | 3–1  | 1–2    |
| 1996      | Copa de Clubes de Asia        | Cuartos de final   | Bandera de Japón                      | Verdy Kawasaki        | 2–3  | –      |
| 1996      | Copa de Clubes de Asia        | Cuartos de final   | Bandera de Corea del Sur              | Ilhwa Chunma          | 2–5  | –      |
| 1996      | Copa de Clubes de Asia        | Cuartos de final   | Bandera de Tailandia                  | Thai Farmers Bank     | 1–2  | –      |
| 2015      | Liga de Campeones de la AFC   | Ronda prelimininar | Bandera de Tailandia                  | Bangkok Bank          | 2–0  | 0–1    |
| 2015      | Copa de la AFC                | Grupo H            | Bandera de las Maldivas               | New Radiant           | 4–1  | 1–0    |
| 2015      | Copa de la AFC                | Grupo H            | Bandera de Birmania                   | Ayeyawady United      | 3–3  | 1–1    |
| 2015      | Copa de la AFC                | Grupo H            | Bandera de Laos                       | Lao Toyota            | 1–0  | 0–0    |
| 2015      | Copa de la AFC                | Octavos de final   | Bandera de Hong Kong                  | Kitchee SC            | 0–2  | –      |
| 2024–25   | Liga de Campeones 2 de la AFC | Grupo F            | Bandera de Tailandia                  | Port                  | 0–1  | 2–2    |
| 2024–25   | Liga de Campeones 2 de la AFC | Grupo F            | Bandera de la República Popular China | Zhejiang Professional | 3–4  | 0–1    |
| 2024–25   | Liga de Campeones 2 de la AFC | Grupo F            | Bandera de Singapur                   | Lion City Sailors     | 1–1  | 3–2    |

## Gerencia
| Puesto                | Nombre            |
| --------------------- | ----------------- |
| Presidente            | Glenn Sagita      |
| Comisionado General   | Andri Irawan      |
| Director de Mercadeo  | Muhamad Farhan    |
| Comisionado           | Kuswara S Taryono |
| Gerente               | Umuh Muchtar      |
| Asistente del Gerente | Dedy Firmansyah   |
| Secretaria            | Yudiana           |

## Cuerpo técnico
| Puesto                 | Nombre          |
| ---------------------- | --------------- |
| Entrenador             | Robby Darwis    |
| Entrenador de Porteros | Anwar Sanusi    |
| Perparador Físico      | Dino Sefriyanto |
| Doctor                 | M. Raffi Gani   |
| Masajista 1            | Wara Muharam    |
| Masajista 2            | Emen Suwarman   |
| Masajista 3            | Sutisna         |

## Entrenadores desde 1994
| Periodo                      | Nombre                                    |
| ---------------------------- | ----------------------------------------- |
| 1994                         | Suryamin                                  |
| 1994-1995 y 2000-03          | Indra Thohir                              |
| 2003                         | Marek Andreiz Sledzianowski               |
| 2003-06                      | Juan Páez                                 |
| 2006                         | Risnandar Soendoro                        |
| 2007                         | Arcan Iurie                               |
| 2007-2008                    | Jajang Nurjaman y Robby Darwis (interino) |
| 2008-2010                    | Jaya Hartono                              |
| Abril–julio de 2010          | Robby Darwis (interino)                   |
| Agosto–septiembre de 2010    | Daniel Darko Janaković                    |
| Septiembre–noviembre de 2010 | Jovo Cucković                             |
| 2010–2011                    | Daniel Roekito                            |
| 2011–2012                    | Drago Mamić                               |
| 2012–                        | Robby Darwis (interino)                   |
| 2017-2018                    | Mario Gómez                               |
| 2019                         | Miljan Radovic                            |
| 2019–                        | Robert Alberts                            |

## Jugadores destacados
- Ayouck Berti
- Christian Bekamenga
- Nyeck Nyobe
- Brahima Traoré
- Redouane Barkaoui
- Ekene Ikenwa
- Moses Sakyi
- Shohei Matsunaga
- Satoshi Otomo
- Sharil Ishak
- Baihakki Khaizan
- Sinthaweechai Hathairattanakool
- Suchao Nutnum
- Pablo Francés
- Antonio Claudio
- Fábio Lopes
- Rafael Bastos
- David da Silva
- Patricio Jiménez Díaz
- Claudio Lizama
- Julio López
- Rodrigo Sanhueza
- Alejandro Tobar
- Lorenzo Cabanas
- Osvaldo Moreno
- Christian Rene
- Adrián Colombo
- Christian González
- Zdravko Dragićević
- Maciej Dolega
- Mariusz Mucharski
- Piotr Orlinski
- Leontin Chitescu
- Adeng Hudaya
- Adjat Sudradjat
- Ají Nurpijal
- Alexander Pulalo
- Anwar Sanusi
- Anwarudin
- Budi Sudarsono
- Budiman
- Chandra Yusuf
- Charis Yulianto
- Cucú Hidayat
- Dadang Hidayat
- Dadang Kurnia
- Dede Iskandar
- Dicky Firasat
- Djajang Nurjaman
- Edi Hafid
- Eka Ramdani
- Gendut Doni
- Heri Kiswanto
- I Gusti Bayu Sutha
- Irwan Wijasmara
- Kekey Zakaria
- M Rizky R
- Max Timisela
- Moch Aziz Rachman Shaleh
- Muhammad Syahid
- Nandar Iskandar
- Nur'alim
- Peri Sandria
- Risnandar Soendoro
- Robby Darwis
- Salim Alaydrus
- Sobur
- Sutiono Lamso
- Usep Munandar
- Wowo Sunaryo
- Yadi Mulyadi
- Yaris Riyadi
- Yudi Guntara
- Yusuf Bachtiar
- Zaenal Arief